# Hibján Samu
Hibján Samu (Nyíregyháza, 1864. február 26. – Budapest, 1919. január 28.) zománc- és ötvösművész.

## Életútja
Eleinte aranyművesinas volt, majd elvégezte az iparművészeti iskolsa ötvöstanfolyamát. Ezután dolgozott Bécsben, Salzburgban, Pforzheimben, Münchenben, Berlinben, Brüsszelben, Londonban és Párizsban is.
Elsajátította a zománcozás technikáját, s ő javasolta a művészi zománcozás tanításának bevezetését a budapesti iparművészeti iskolában, amelyet 1895-től végül ő oktatott. Művei szép és alapos kivitelű ékszereket, illetőleg franciás ízlésű szecessziós stílusú darabok. pl. Kossuth-serleg (1903); Pázmány-emlékserleg (1905); Ferenc József (koronázási bronz relief, 1913). Művein limoges-i festett zománc és filigránzománc technikát is alkalmazott. Munkáját több külföldi és belföldi éremmel jutalmazták, többek között az 1896. évi millenáris kiállításon nagydíját, az 1902-es torinói nemzetközi iparművészeti kiállításon ezüstérmet, s szintén 1902-ben állami iparművészeti érmet kapott. Ékszereinek tervezői voltak: Foerk Ernő, Háry Gyula, Hirschler Mór, Horti Pál.